# Prokhorovka

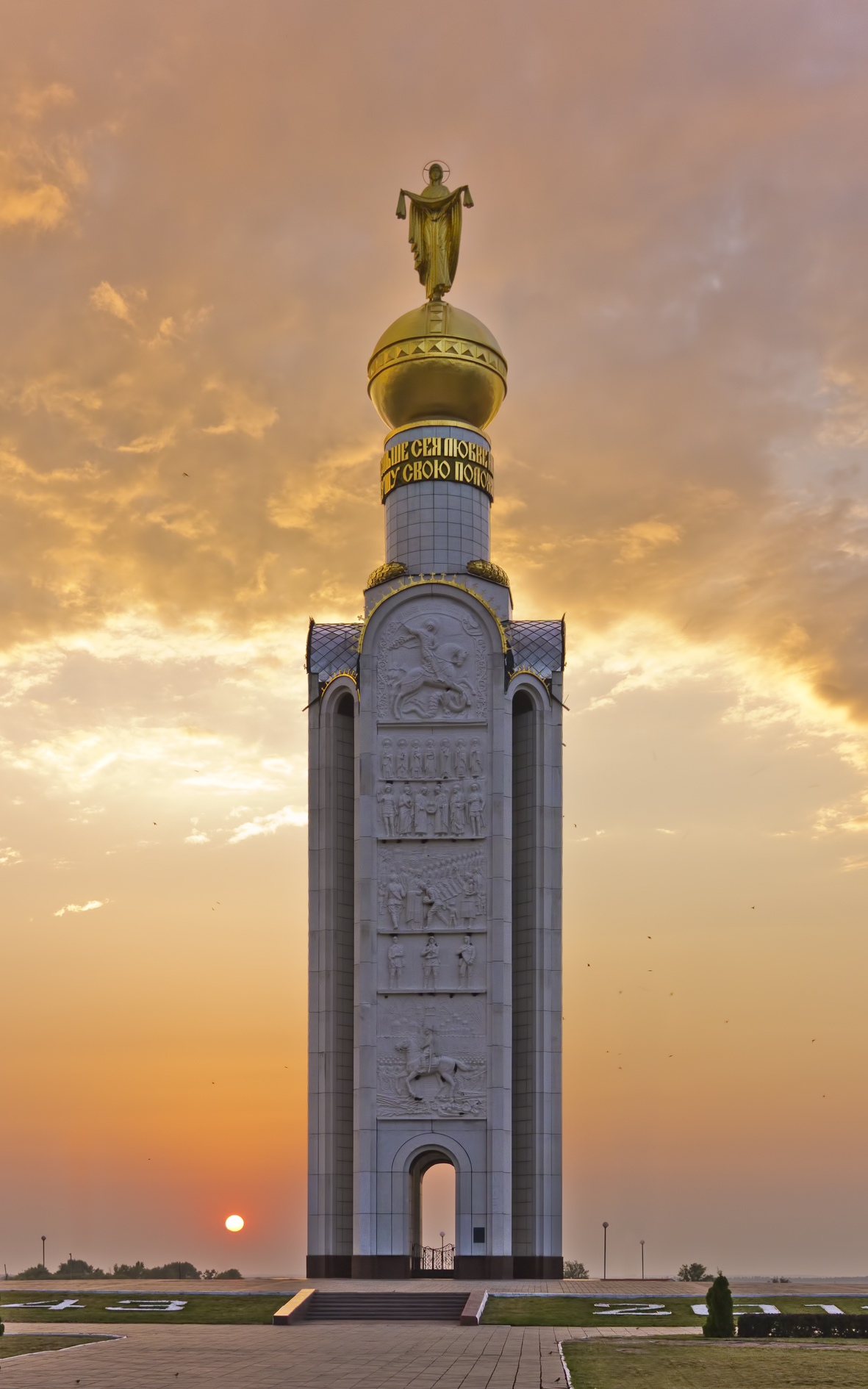
Um memorial no campo de batalha de Prokhorovka

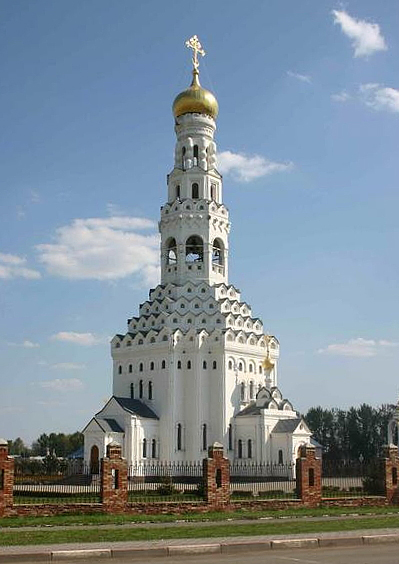
Monumento de Prokhorovka aos soldados soviéticos mortos

Prokhorovka   (russo:  Про́хоровка; IPA: [ˈproxərəfkə])), é um assentamento, e o centro administrativo do distrito de Prokhorovsky no distrito de Belgorod Oblast, Rússia, localizado ao longo do rio Psyol, a sudeste da cidade de Kursk . População: 9,761  ( Censo de 2010 )

## História
A primeira menção da área povoada em documentos históricos remonta à segunda metade do século XVII . O nobre polonês Kiril G. Ilyinsky e seu filho Sava partiram durante a guerra russo-polonesa de 1654-67 na Polônia, sob o Belgorod, onde fundaram o subúrbio Elias. Em 1860, Elias Sloboda foi renomeado em homenagem ao imperador Alexandre II, na vila de Alexandrov. Na década de 1880, a oeste da vila, passou uma linha da ferrovia Kursk-Kharkov-Azov. Ao mesmo tempo, a estação Prokhorovka foi construída, em homenagem ao engenheiro ferroviário nomeou VI Prokhorov responsável por sua construção.     
No verão de 1943, Prokhorovka foi o local da Batalha de Prokhorovka, um grande confronto blindado durante a Batalha de Kursk da Segunda Guerra Mundial . Em julho de 2013, o vice-primeiro-ministro Dmitry Rogozin ofereceu a criação até 2015 de um museu comemorativo da batalha. A exibição de veículos blindados será permanente e as tecnologias mostradas ali trarão lembranças dos eventos da Segunda Guerra Mundial.
No verão de 1943, Prokhorovka foi o local da Batalha de Prokhorovka, um grande confronto blindado durante a Batalha de Kursk da Segunda Guerra Mundial . Em julho de 2013, o vice-primeiro-ministro Dmitry Rogozin ofereceu a criação até 2015 de um museu comemorativo da batalha. A exibição de veículos blindados será permanente e as tecnologias mostradas ali trarão lembranças dos eventos da Segunda Guerra Mundial.

## Transporte
Prokhorovka serve como uma estação ferroviária em uma importante ferrovia que liga Moscou e a cidade ucraniana de Kharkiv .     

## Galeria

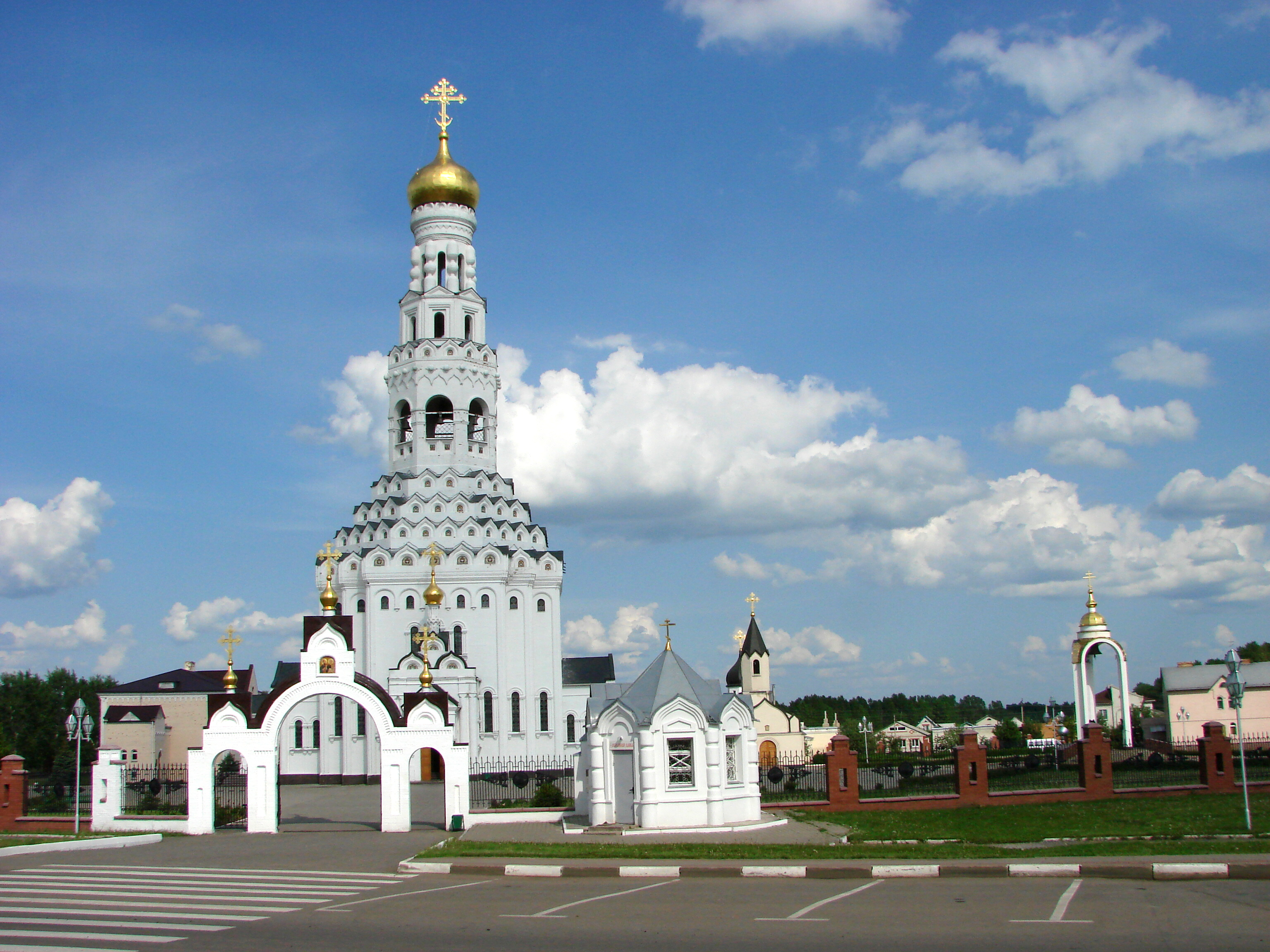
Mosteiro ortodoxo, Prokhorovka
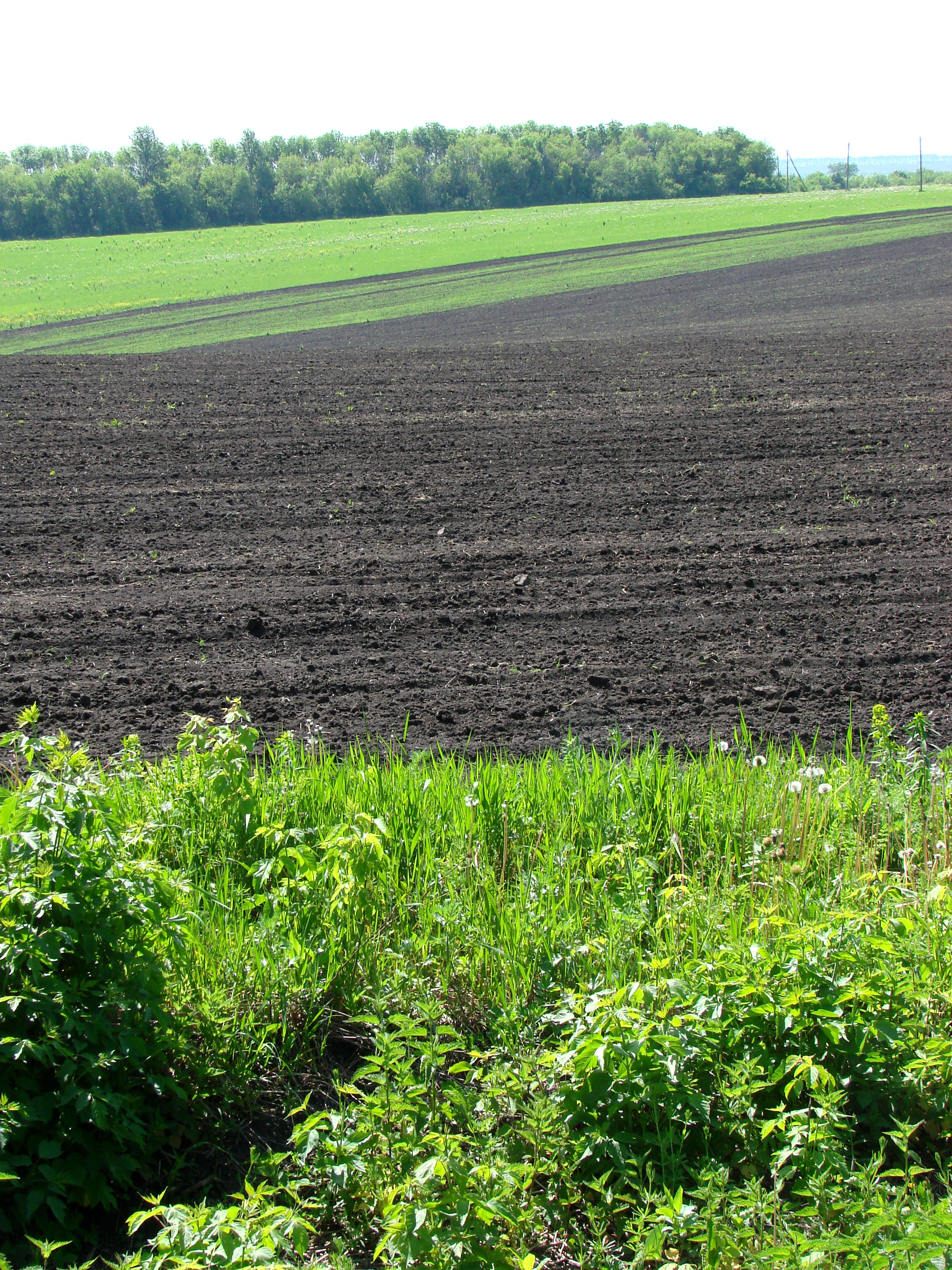
Terra negra, Prokhorovka
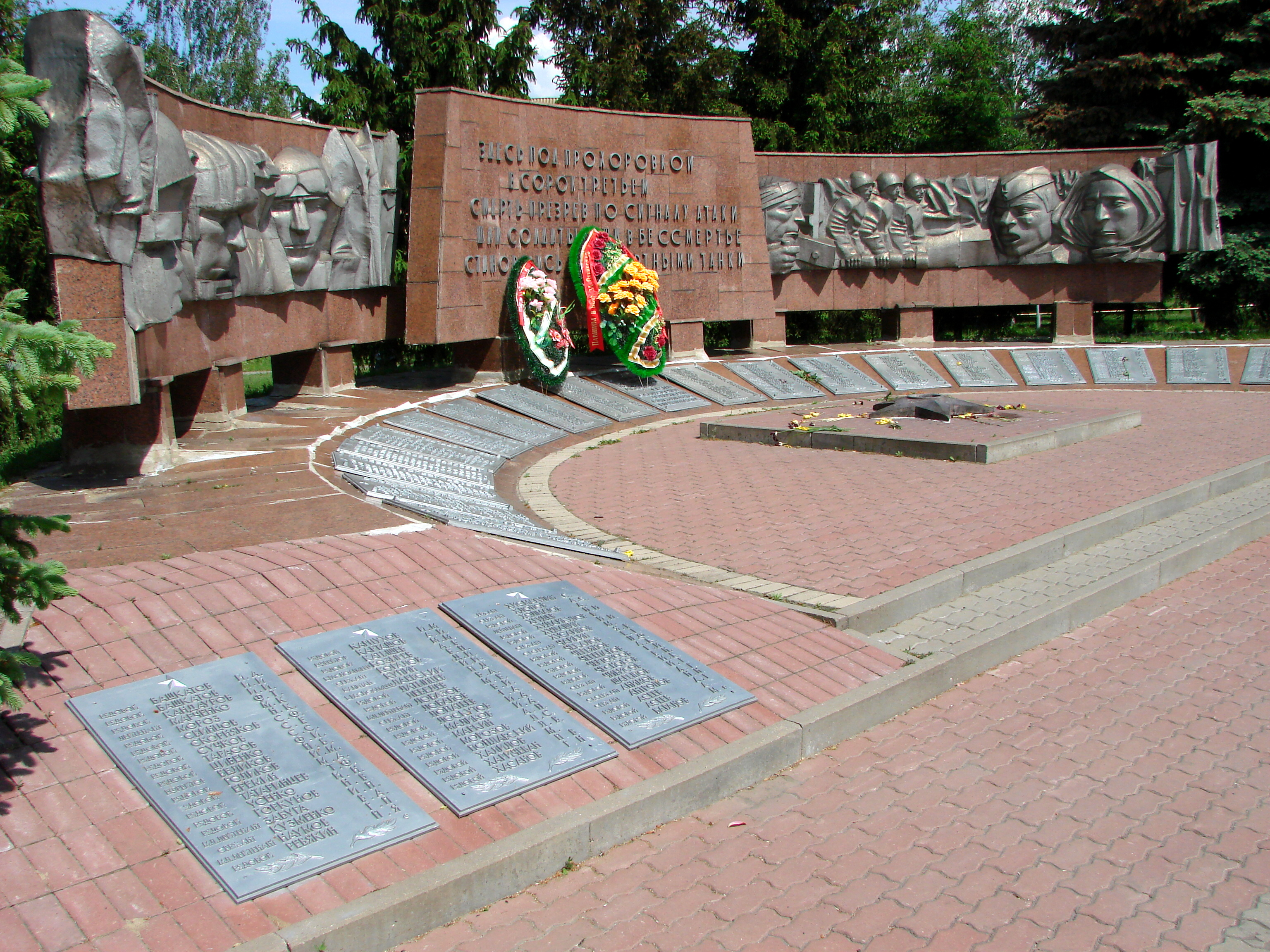
Memorial da guerra das chamas eterna, Prokhorovka
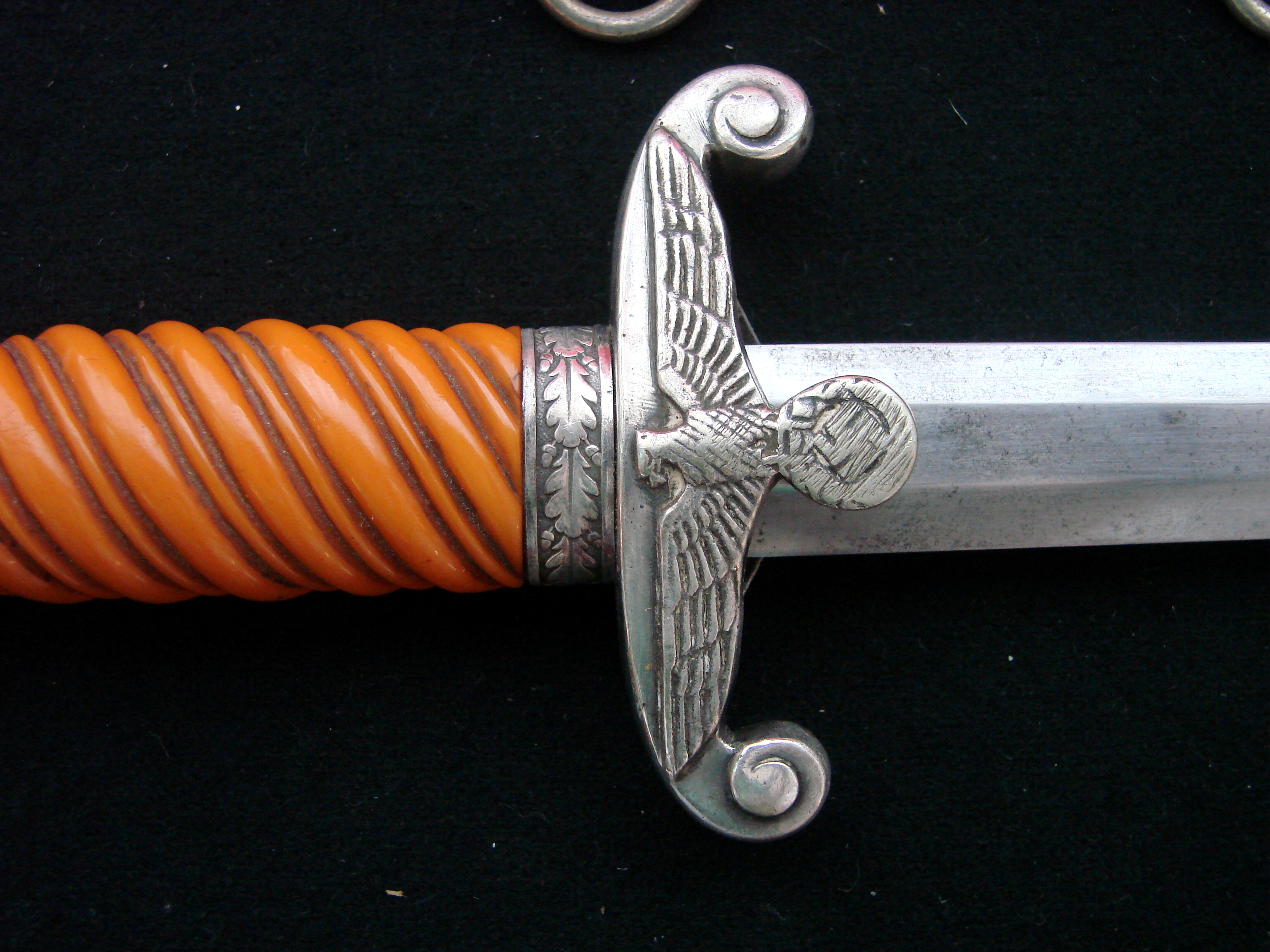
Espada alemã capturada no museu de guerra, Prokhorovka
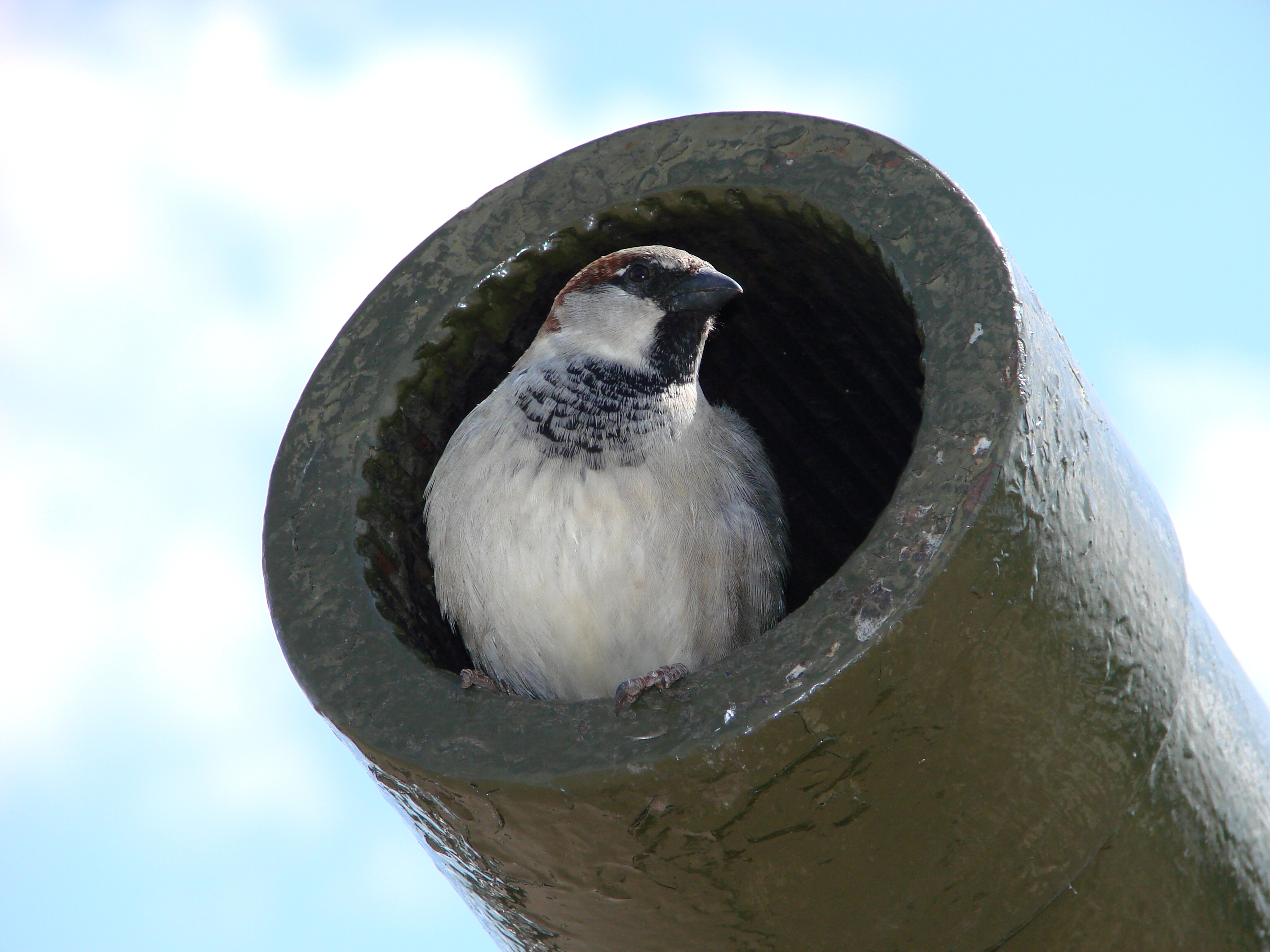
Pardal no cano da arma do tanque, Prokhorovka
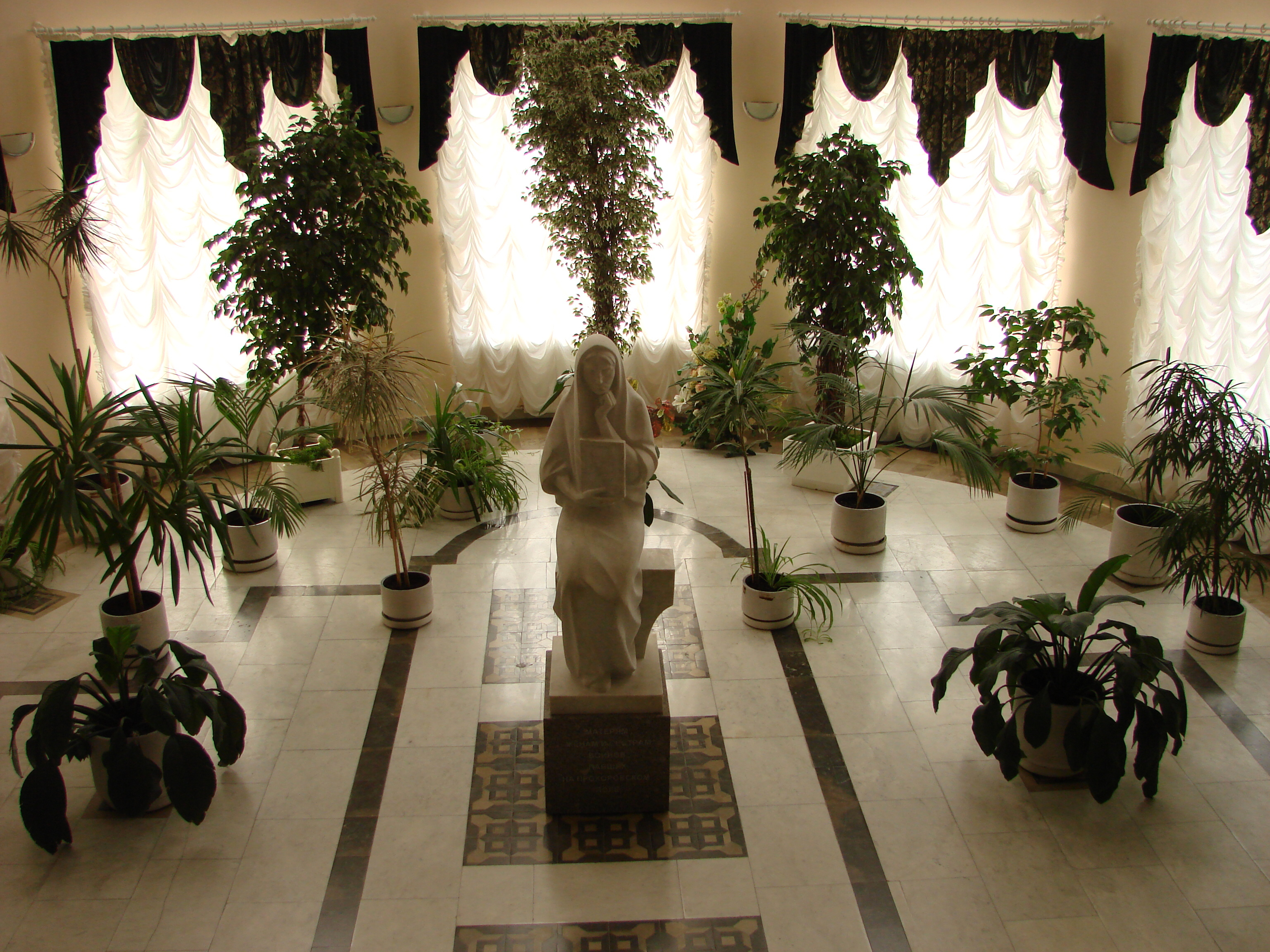
Estátua da mãe em luto, lobby do Hotel Complex Projorovskoe
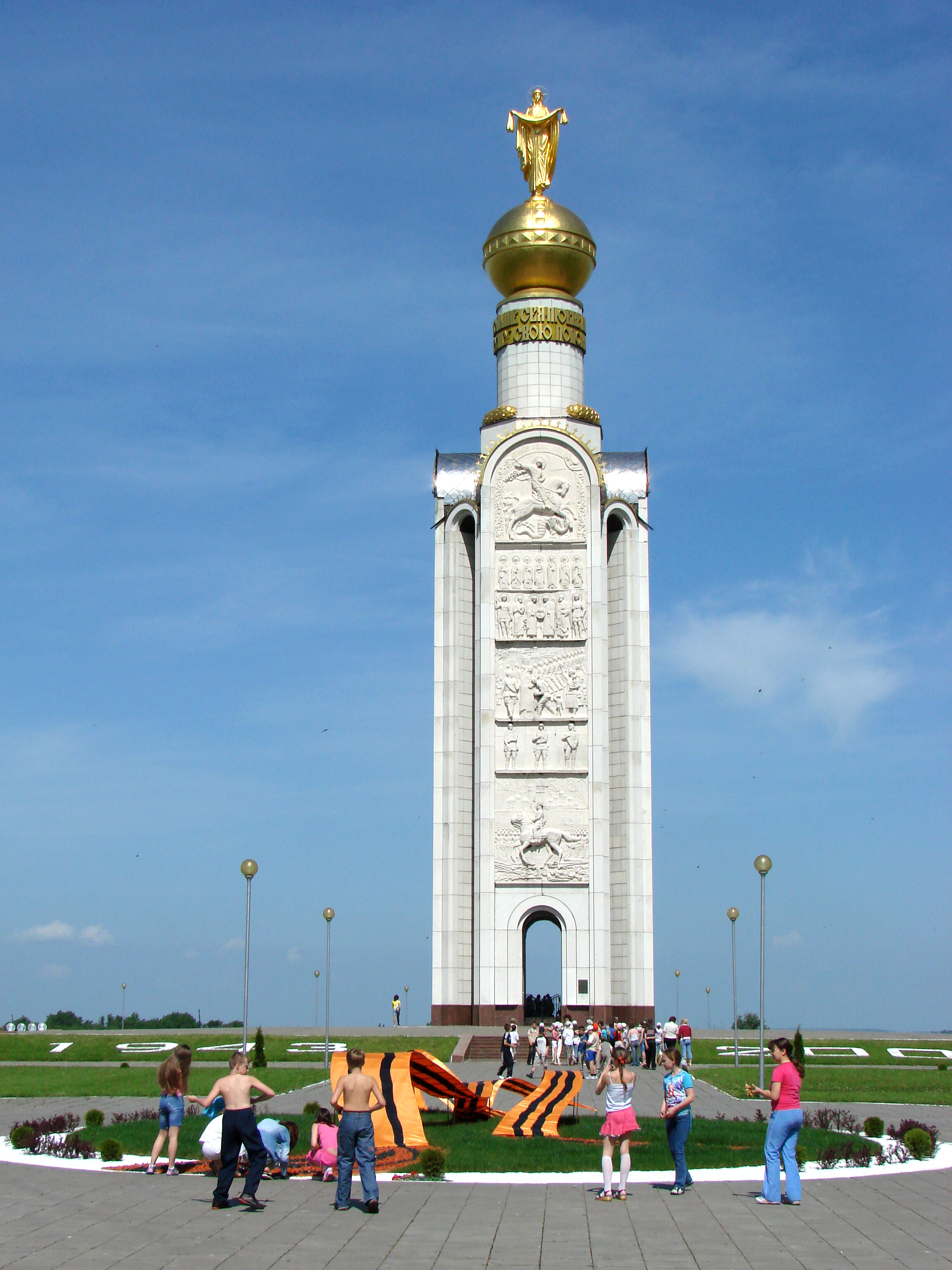
Memorial da Vitória, Prokhorovka
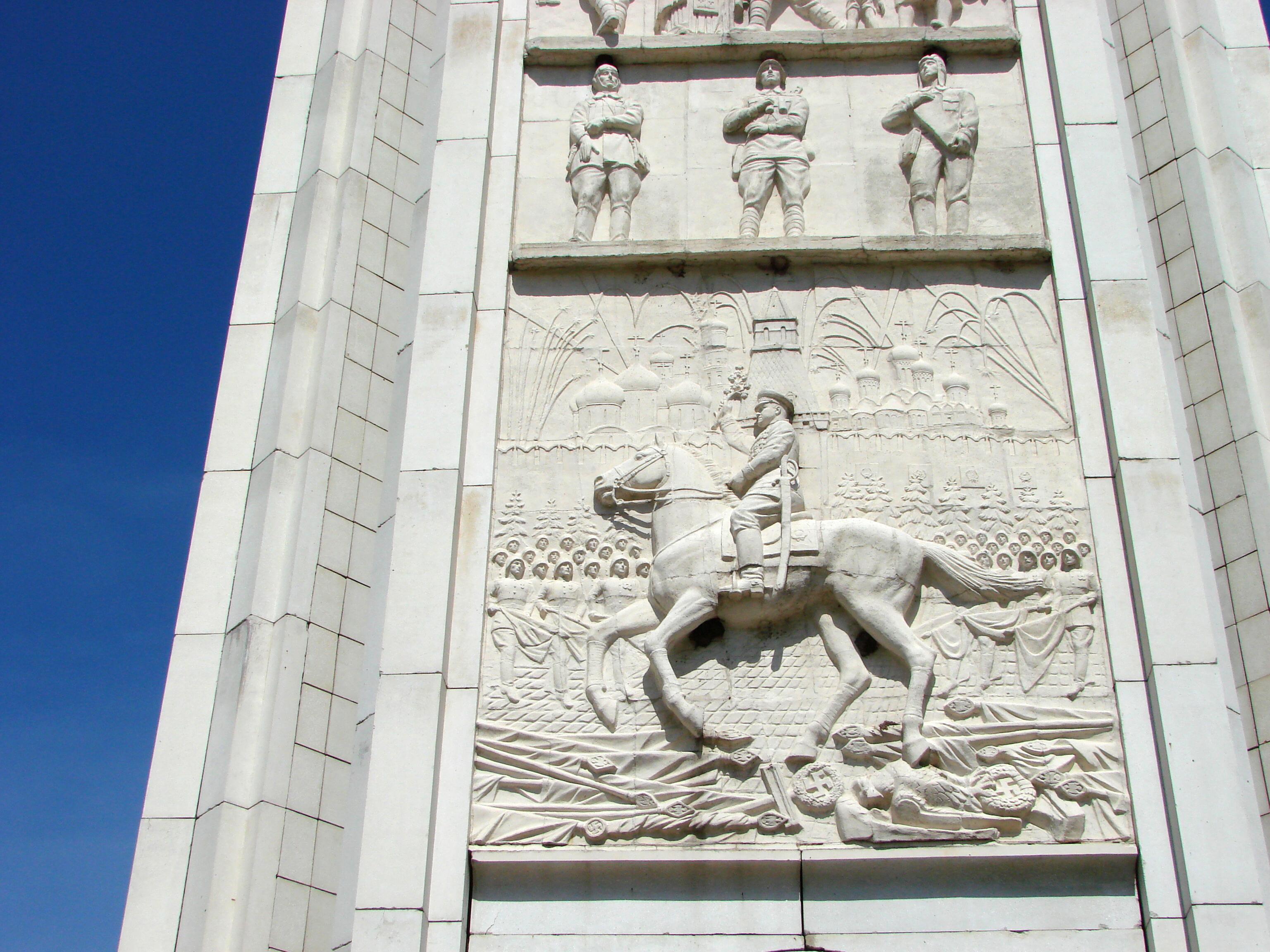
Marechal Jukov, retratado na fachada do Memorial da Vitória, Prokhorovka